# Rhophitulus eustictus
Rhophitulus eustictus är en biart som först beskrevs av Schlindwein och Jesus Santiago Moure 1998.  Rhophitulus eustictus ingår i släktet Rhophitulus och familjen grävbin. Inga underarter finns listade i Catalogue of Life.